# Thoissey
Thoissey és un municipi francès situat al departament de l'Ain i a la regió d'Alvèrnia-Roine-Alps. L'any 2022 tenia 1.644 habitants.

## Demografia

### Població
El 2007 la població de fet de Thoissey era de 1.477 persones. Hi havia 627 famílies de les quals 270 eren unipersonals (104 homes vivint sols i 166 dones vivint soles), 166 parelles sense fills, 133 parelles amb fills i 58 famílies monoparentals amb fills.
La població ha evolucionat segons el següent gràfic:
Habitants censats

### Habitatges
El 2007 hi havia 774 habitatges, 649 eren l'habitatge principal de la família, 32 eren segones residències i 94 estaven desocupats. 244 eren cases i 527 eren apartaments. Dels 649 habitatges principals, 173 estaven ocupats pels seus propietaris, 462 estaven llogats i ocupats pels llogaters i 15 estaven cedits a títol gratuït; 16 tenien una cambra, 105 en tenien dues, 183 en tenien tres, 181 en tenien quatre i 164 en tenien cinc o més. 278 habitatges disposaven pel capbaix d'una plaça de pàrquing. A 342 habitatges hi havia un automòbil i a 201 n'hi havia dos o més.

### Piràmide de població
La piràmide de població per edats i sexe el 2009 era:
| Homes | Edats   | Dones |
| ----- | ------- | ----- |
| 0     | 95 o +  | 8     |
| 8     | 90 a 94 | 32    |
| 16    | 85 a 89 | 84    |
| 24    | 80 a 84 | 24    |
| 24    | 75 a 79 | 60    |
| 24    | 70 a 74 | 28    |
| 24    | 65 a 69 | 16    |
| 24    | 60 a 64 | 40    |
| 4     | 55 a 59 | 16    |
| 36    | 50 a 54 | 36    |
| 44    | 45 a 49 | 40    |
| 44    | 40 a 44 | 56    |
| 48    | 35 a 39 | 48    |
| 64    | 30 a 34 | 32    |
| 32    | 25 a 29 | 60    |
| 32    | 20 a 24 | 56    |
| 40    | 15 a 19 | 28    |
| 28    | 10 a 14 | 28    |
| 36    | 5 a 9   | 40    |
| 36    | 0 a 4   | 36    |

## Economia
El 2007 la població en edat de treballar era de 856 persones, 676 eren actives i 180 eren inactives. De les 676 persones actives 615 estaven ocupades (323 homes i 292 dones) i 61 estaven aturades (26 homes i 35 dones). De les 180 persones inactives 68 estaven jubilades, 55 estaven estudiant i 57 estaven classificades com a «altres inactius».

### Ingressos
El 2009 a Thoissey hi havia 663 unitats fiscals que integraven 1.319 persones, la mediana anual d'ingressos fiscals per persona era de 16.213 €.

### Activitats econòmiques
Dels 107 establiments que hi havia el 2007, 3 eren d'empreses extractives, 3 d'empreses alimentàries, 3 d'empreses de fabricació d'altres productes industrials, 10 d'empreses de construcció, 22 d'empreses de comerç i reparació d'automòbils, 2 d'empreses de transport, 14 d'empreses d'hostatgeria i restauració, 4 d'empreses financeres, 7 d'empreses immobiliàries, 12 d'empreses de serveis, 18 d'entitats de l'administració pública i 9 d'empreses classificades com a «altres activitats de serveis».
Dels 31 establiments de servei als particulars que hi havia el 2009, 1 era una oficina d'administració d'Hisenda pública, 1 gendarmeria, 1 oficina de correu, 3 oficines bancàries, 1 autoescola, 3 guixaires pintors, 2 fusteries, 3 electricistes, 3 perruqueries, 9 restaurants, 2 agències immobiliàries i 2 salons de bellesa.
Dels 13 establiments comercials que hi havia el 2009, 1 era una botiga de més de 120 m², 2 fleques, 1 una fleca, 1 una peixateria, 2 botigues de roba, 1 una botiga de roba, 2 botigues d'electrodomèstics, 1 una botiga de mobles, 1 una perfumeria i 1 una joieria.

## Equipaments sanitaris i escolars
El 2009 hi havia 1 hospital de tractaments de curta durada, 1 hospital de tractaments de mitja durada (seguiment i rehabilitació), 1 un hospital de tractaments de llarga durada i 1 farmàcia.
El 2009 hi havia 1 escola maternal i 1 escola elemental. Thoissey disposava d'un col·legi d'educació secundària amb 631 alumnes.

## Poblacions més properes
El següent diagrama mostra les poblacions més properes.